# Елизаветинская улица (Хельсинки)
Елизаветинская улица (Лиисанкату, фин. Liisankatu, швед. Elisabetsgatan) — улица в районе Круунунхака в Хельсинки. На данной улице расположены, в том числе, Военный музей Финляндии, Лицей имени Сибелиуса и православная церковь Kotikirkko. Большая часть нынешних построек по Елизаветинской улице возведены в 1880—1910 годах.

## Происхождение названия
Елизаветинская улица была названа в 1819 году в честь Елизаветы Алексеевны, супруги Александра I.

## Примечательные здания и сооружения
Спроектированный архитектором Теодором Деккером, дом номер 13 по Елизаветинской улице был сдан в 1902 году. В это здание, ставшее самым большим школьным зданием, построенным в Финляндии на рубеже XIX и XX веков, переехало Шведское реальное училище, предназначенное для мальчиков из богатых семей. С 1927 года в этом здании работала гимназия для девочек, а с 1973 — Круунунхакский лицей совместного обучения с углублённым изучением музыки и танцев. С 1982 года лицей носит имя Сибелиуса.

## Елизаветинская улица в истории России
В подъезде «А» дома номер 19 по Елизаветинской улице жил Владимир Смирнов, с 1905 года работавший связным В. И. Ленина в Хельсинки. В ноябре 1905 года Ленин некоторое время жил на его квартире, а в феврале 1906 года у Смирнова гостил Максим Горький.